# EuroBillTracker

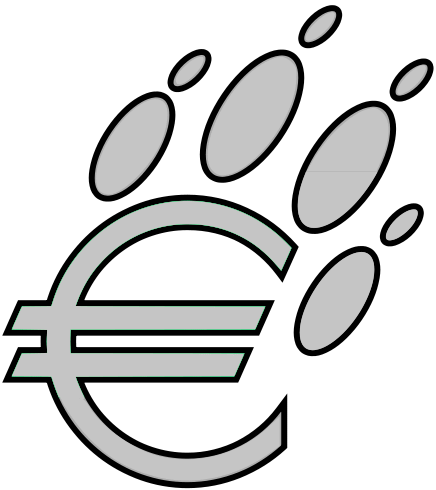
Logo

EuroBillTracker (EBT) è un sito web attivo dal 1º gennaio 2002 volto a ricostruire, attraverso la libera collaborazione degli iscritti, la circolazione delle banconote euro, tramite la segnalazione del loro numero di serie. È stato ispirato da un analogo servizio presente già da tempo negli Stati Uniti d'America, Where's George?.

## Storia
La circolazione fisica dell'euro, sotto forma di banconote e monete, ha avuto inizio il 1º gennaio 2002 in 12 degli allora 15 stati membri dell'Unione europea; nella stessa data ha avuto inizio il servizio di EuroBillTracker, ad opera del fondatore Philippe Girolami.
Il numero di collaboratori alla gestione del sito è cresciuto con il passare degli anni; EBT è rimasto comunque un sito senza scopi di lucro, in nessun modo legato all'Unione europea, la Banca centrale europea o altre istituzioni comunitarie o nazionali.

## Caratteristiche e funzionamento

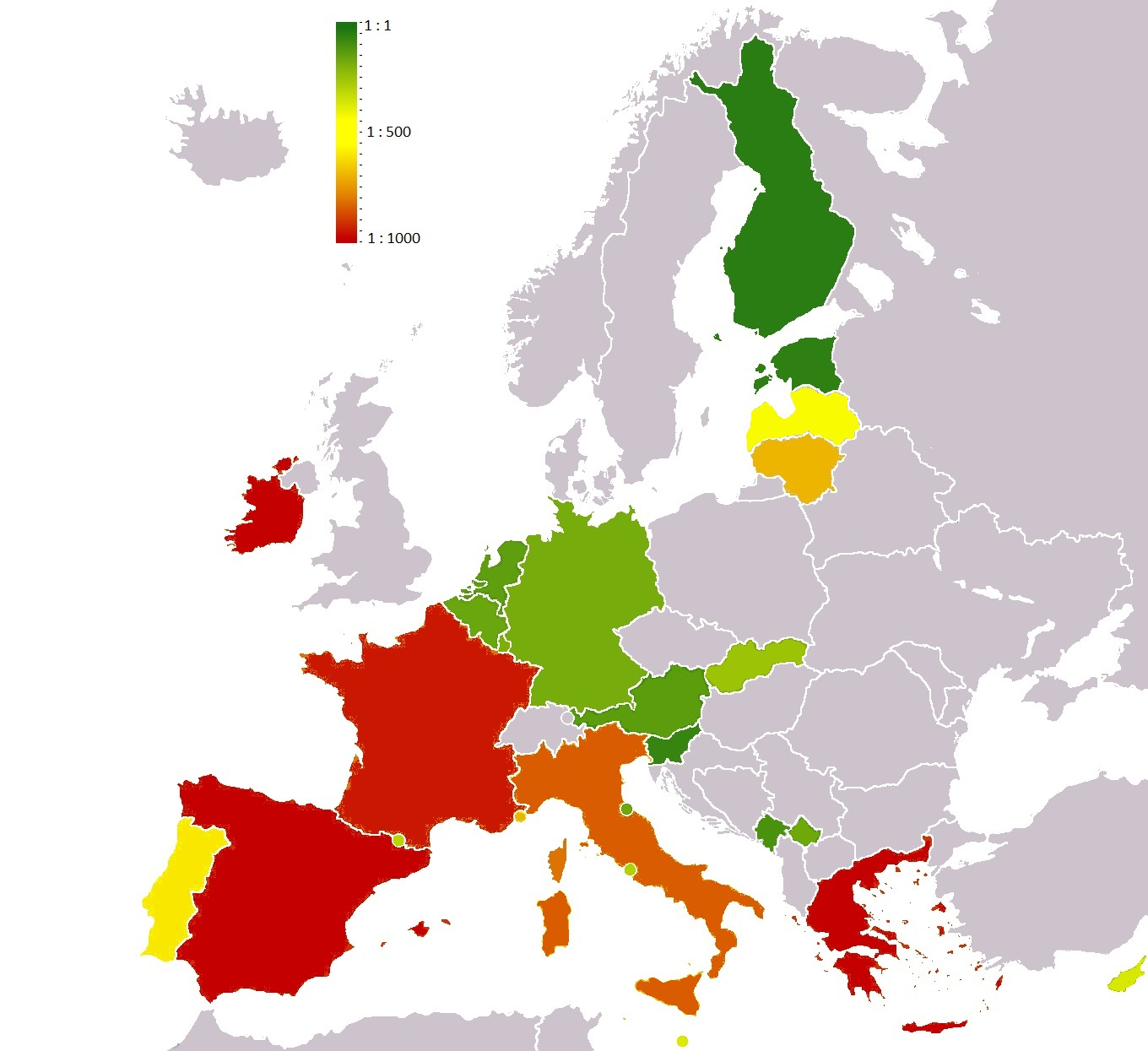
Una rappresentazione grafica che associa, a ciascun paese della zona euro, il rapporto fra le banconote rintracciate in almeno un'occasione e il numero totale di banconote segnalate dagli utenti. I toni verdi indicano percentuali di ritrovamento più elevate.

EuroBillTracker conta sulla collaborazione di un vasto numero di utenti provenienti da qualsiasi paese del mondo (non necessariamente appartenenti alla zona euro), ai quali viene richiesto di inserire il numero di serie e il codice del poligrafico delle banconote di cui entrano in possesso, unitamente alla località del ritrovamento. Terminato l'inserimento, l'utente può visualizzare tutti i commenti inseriti da altri partecipanti entrati precedentemente in possesso della stessa banconota, e ricostruirne quindi l'itinerario.
L'analisi del complesso dei dati inseriti dagli utenti nel corso del tempo permette di risalire a molteplici informazioni sulla circolazione delle eurobanconote:
- L'utente può scegliere di essere avvisato tramite posta elettronica quando una banconota da lui segnalata in passato entra in possesso di un altro partecipante.
- È possibile visualizzare grafici di diffusione che stimano la percentuale di banconote provenienti dalle diverse zecche nazionali presenti in ciascun paese; tali statistiche, aggiornate mensilmente, consentono di osservare il rapido processo di rimescolamento delle banconote nell'eurozona.
- Sono inoltre disponibili dati statistici sulle nazioni (anche extraeuropee) e sulle città caratterizzate dal maggior numero di segnalazioni, o di ritrovamenti di banconote già segnalate.

## Community
La crescente popolarità di EuroBillTracker ha portato alla nascita di una vera e propria comunità virtuale di "tracciatori" ("trackers"), in particolar modo (in rapporto alla popolazione complessiva) in Finlandia, Austria, Slovenia, Germania, Portogallo, Paesi Bassi e Belgio. Come si può osservare nella cartina a lato, in questi paesi, oltre che in paesi piccoli ed isolati con densità non troppo bassa di utenti (Cipro, Malta, Estonia), si concentra dunque anche la maggiore densità di hit.
A partire dal 2004 sono stati organizzati incontri annuali continentali fra gli utenti del sito, che si svolgono ogni anno in estate in un diverso stato della zona euro. Dal 2009 all'incontro estivo si affianca un appuntamento invernale.
- 2004:  Bruxelles (6-8 agosto)
- 2005:  Helsinki (19-21 agosto)
- 2006:  Amsterdam (25-27 agosto)
- 2007:  Berlino (17-19 agosto)
- 2008:  Lubiana (22-24 agosto)
- 2009:  Bologna e Ferrara (28-29 marzo),  Vienna (20-23 agosto)
- 2010:  Malta (6-7 marzo),  Firenze e Prato (24-25 luglio)
- 2011:  Kalkar (12-13 marzo),  Barcellona (16-18 settembre)
- 2012:  Francoforte sul Meno + BCE (27-29 aprile),  Monaco di Baviera (17-19 agosto)
- 2013:  Rouen (9 febbraio),  Rotterdam (3-4 agosto)
- 2014:  Lisbona (15-16 marzo),  Turku (1-3 agosto)
- 2015:  Larnaca (7-8 marzo),  Bruxelles e Anversa (28-30 agosto)
- 2016:  Dublino (2-3 aprile),  Sliema (16-18 settembre)
- 2017:  Helsinki (28-30 luglio)
- 2018:  Murcia (24-25 febbraio),  Vilnius (7-9 settembre)
- 2019:  Monaco di Baviera (22-24 marzo),  Lilla (23-25 agosto)
- 2020: virtuale (29-30 agosto)

A questi incontri si aggiungono analoghi incontri a livello nazionale.

## Associazione e gestione
A differenza di altri siti e social network, Eurobilltracker è un sito che appartiene ai propri stessi utenti, e non ad un privato. Il sito, il database ed il forum collegato, infatti, appartengono e sono amministrati dall'Association Européenne des EuroBillTrackers (Associazione Europea degli Eurobilltrackers), un'associazione senza scopo di lucro, avente sede in Francia. La partecipazione all'associazione è libera, è sufficiente avere inserito almeno un biglietto nel database e pagare la modica quota annuale; tutte le cariche all'interno dell'associazione sono elettive e sono ripartite in modo da garantire una rappresentanza a tutte le componenti culturali presenti nell'Eurozona.
Eurobilltracker, pertanto, costituisce un esempio di gestione democratica del web. Da notare come la gestione del sito ed il suo uso siano due cose separate: chiunque, infatti, può tracciare banconote, senza alcun bisogno di farsi socio.

## Dati statistici
EuroBillTracker conta 224 277 utenti, che hanno segnalato complessivamente i numeri di serie di oltre 236 milioni di eurobanconote, per un valore di oltre 4 miliardi e 330 milioni di euro. Il numero totale di banconote rintracciate da almeno due utenti diversi è pari a 1 363 086.

### Statistiche globali
| Nazioni che hanno maggiormente contribuito | Nazioni che hanno maggiormente contribuito | Nazioni che hanno maggiormente contribuito | Nazioni che hanno maggiormente contribuito | Nazioni che hanno maggiormente contribuito | Nazioni che hanno maggiormente contribuito | Nazioni che hanno maggiormente contribuito |
| Banconote inserite                         | Banconote inserite                         | Banconote inserite                         | Hit ottenute                               | Hit ottenute                               | Hit ottenute                               | Hit ottenute                               |
| Posizione                                  | Nazione                                    | Banconote inserite                         | Posizione                                  | Nazione                                    | Hit                                        |                                            |
| ------------------------------------------ | ------------------------------------------ | ------------------------------------------ | ------------------------------------------ | ------------------------------------------ | ------------------------------------------ | ------------------------------------------ |
| 1.                                         | Germania                                   | 74 426 020                                 | 1.                                         | Germania                                   | 428 973                                    |                                            |
| 2.                                         | Belgio                                     | 26 726 399                                 | 2.                                         | Finlandia                                  | 414 117                                    |                                            |
| 3.                                         | Austria                                    | 24 793 797                                 | 3.                                         | Austria                                    | 213 846                                    |                                            |
| 4.                                         | Finlandia                                  | 24 402 193                                 | 4.                                         | Belgio                                     | 200 830                                    |                                            |
| 5.                                         | Paesi Bassi                                | 21 960 556                                 | 5.                                         | Paesi Bassi                                | 158 414                                    |                                            |
| 6.                                         | Italia                                     | 13 685 589                                 | 6.                                         | Slovenia                                   | 54 233                                     |                                            |
| 7.                                         | Francia                                    | 11 128 063                                 | 7.                                         | Italia                                     | 19 824                                     |                                            |
| 8.                                         | Portogallo                                 | 10 168 327                                 | 8.                                         | Portogallo                                 | 19 629                                     |                                            |
| 9.                                         | Spagna                                     | 7 868 152                                  | 9.                                         | Francia                                    | 16 995                                     |                                            |
| 10.                                        | Slovenia                                   | 4 986 531                                  | 10.                                        | Estonia                                    | 16 128                                     |                                            |
| 11.                                        | Slovacchia                                 | 2 071 993                                  | 11.                                        | Slovacchia                                 | 12 606                                     |                                            |
| 12.                                        | Lituania                                   | 1 848 689                                  | 12.                                        | Lituania                                   | 9 026                                      |                                            |
| 13.                                        | Irlanda                                    | 1 832 407                                  | 13.                                        | Spagna                                     | 9 017                                      |                                            |
| 14.                                        | Malta                                      | 1 514 039                                  | 14.                                        | Malta                                      | 3 510                                      |                                            |
| 15.                                        | Grecia                                     | 1 308 857                                  | 15.                                        | Irlanda                                    | 2 192                                      |                                            |

### Statistiche delle sole nazioni che non adottano l'Euro come valuta ufficiale
| Nazioni che non adottano l'Euro come valuta ufficiale che hanno maggiormente contribuito | Nazioni che non adottano l'Euro come valuta ufficiale che hanno maggiormente contribuito | Nazioni che non adottano l'Euro come valuta ufficiale che hanno maggiormente contribuito | Nazioni che non adottano l'Euro come valuta ufficiale che hanno maggiormente contribuito | Nazioni che non adottano l'Euro come valuta ufficiale che hanno maggiormente contribuito | Nazioni che non adottano l'Euro come valuta ufficiale che hanno maggiormente contribuito | Nazioni che non adottano l'Euro come valuta ufficiale che hanno maggiormente contribuito |
| Banconote inserite                                                                       | Banconote inserite                                                                       | Banconote inserite                                                                       | Hit ottenute                                                                             | Hit ottenute                                                                             | Hit ottenute                                                                             | Hit ottenute                                                                             |
| Posizione                                                                                | Nazione                                                                                  | Banconote inserite                                                                       | Posizione                                                                                | Nazione                                                                                  | Hit                                                                                      |                                                                                          |
| ---------------------------------------------------------------------------------------- | ---------------------------------------------------------------------------------------- | ---------------------------------------------------------------------------------------- | ---------------------------------------------------------------------------------------- | ---------------------------------------------------------------------------------------- | ---------------------------------------------------------------------------------------- | ---------------------------------------------------------------------------------------- |
| 1.                                                                                       | Svizzera                                                                                 | 403 573                                                                                  | 1.                                                                                       | Svizzera                                                                                 | 1 420                                                                                    |                                                                                          |
| 2.                                                                                       | Regno Unito                                                                              | 375 864                                                                                  | 2.                                                                                       | Regno Unito                                                                              | 1 040                                                                                    |                                                                                          |
| 3.                                                                                       | Polonia                                                                                  | 77 209                                                                                   | 3.                                                                                       | Svezia                                                                                   | 605                                                                                      |                                                                                          |
| 4.                                                                                       | Rep. Ceca                                                                                | 69 163                                                                                   | 4.                                                                                       | Russia                                                                                   | 519                                                                                      |                                                                                          |
| 5.                                                                                       | Russia                                                                                   | 48 380                                                                                   | 5.                                                                                       | Polonia                                                                                  | 490                                                                                      |                                                                                          |
| 6.                                                                                       | Serbia                                                                                   | 36 458                                                                                   | 6.                                                                                       | Rep. Ceca                                                                                | 476                                                                                      |                                                                                          |
| 7.                                                                                       | Svezia                                                                                   | 33 959                                                                                   | 7.                                                                                       | Ungheria                                                                                 | 194                                                                                      |                                                                                          |
| 8.                                                                                       | Romania                                                                                  | 29 758                                                                                   | 8.                                                                                       | Serbia                                                                                   | 192                                                                                      |                                                                                          |
| 9.                                                                                       | Ungheria                                                                                 | 24 321                                                                                   | 9.                                                                                       | Montenegro                                                                               | 168                                                                                      |                                                                                          |
| 10.                                                                                      | Turchia                                                                                  | 23 515                                                                                   | 10.                                                                                      | Danimarca                                                                                | 147                                                                                      |                                                                                          |
| 11.                                                                                      | Montenegro                                                                               | 21 828                                                                                   | 11.                                                                                      | Turchia                                                                                  | 142                                                                                      |                                                                                          |
| 12.                                                                                      | Danimarca                                                                                | 18 885                                                                                   | 12.                                                                                      | Romania                                                                                  | 141                                                                                      |                                                                                          |
| 13.                                                                                      | Stati Uniti                                                                              | 17 395                                                                                   | 13.                                                                                      | Stati Uniti                                                                              | 95                                                                                       |                                                                                          |
| 14.                                                                                      | Rep. Dominicana                                                                          | 15 154                                                                                   | 14.                                                                                      | Bosnia ed Erzegovina                                                                     | 84                                                                                       |                                                                                          |
| 15.                                                                                      | Bielorussia                                                                              | 12 815                                                                                   | 15.                                                                                      | Norvegia                                                                                 | 74                                                                                       |                                                                                          |

### Nazioni vergini
Di seguito l'elenco in ordine alfabetico delle nazioni da cui non è stata mai ancora tracciata alcuna banconota.
- Burundi
- Isole Salomone
- Nauru
- Papua Nuova Guinea